# Michael Bolotin
Michael Bolotin  é o primeiro álbum de estúdio do músico, cantor e compositor estadunidense Michael Bolton, lançado em 1975.
O álbum recebeu o título do nome de batismo do cantor.

## Faixas
1. "Your Love" (Bolotin)
2. "Give Me A Reason"
3. "Dream While You Can"
4. "Tell Me How You Feel"
5. "It's All Comin' Back To You"
6. "It's Just A Feelin'"
7. "Everybody Needs A Reason"
8. "You're No Good"
9. "Time Is on My Side" ("Norman Meade", aka Jerry Ragovoy)
10. "Take Me As I Am"
11. "Lost In The City"